# 120, Serás eterno como el tiempo
120: serás eterno como el tiempo es un documental de 2012, dirigido por Shay Levert, que cuenta la historia del Club Atlético Peñarol desde 1891 hasta la Copa Libertadores de 2011, de la que el club fue vicecampeón. Tras más de seis años de producción, reúne más de cien entrevistas realizadas a los protagonistas de dicha historia: jugadores de todas las épocas, presidentes y directores técnicos del club, historiadores, sociólogos y muchos otros actores vinculados a la institución.
El sueño de dirigir esta película comenzó en Shay Levert, su director, a partir de una promesa que le hiciera a su abuelo: la primera película sobre la historia del club iba a ser dirigida por su nieto, que estaba comenzando la carrera de dirección de cine.
La avant-première fue el 7 de agosto de 2012, en Montevideo. El estreno oficial, el 11 de agosto, en el palacio Peñarol, con dos funciones. Luego se estrenó en el circuito comercial a la semana siguiente, manteniéndose más de un mes en cartel.
En su edición en DVD, el documental cuenta con entrevistas inéditas a Antonio Pacheco, Néstor Tito Gonçalves, Diego Aguirre, Fernando Morena, Walter Indio Olivera y muchos más. También incluye los videos motivacionales que hiciera el director de la película para el plantel del Club Atlético Peñarol durante la Copa Libertadores de 2011.
El documental fue declarado de interés institucional por el Club Atlético Peñarol y también de interés ministerial por las secretarías de Educación y Cultura y de Turismo y Deporte de Uruguay.